# Iosif Kuźmin
Iosif Iosifowicz Kuźmin (ros. Ио́сиф Ио́сифович Кузьми́н, ur. 19 maja?/1 czerwca 1910 w Astrachaniu, zm. 12 stycznia 1996 w Moskwie) – radziecki polityk i dyplomata, przewodniczący Państwowej Komisji Planowania (1957-1959), I wicepremier ZSRR (1957-1958).
Po ukończeniu 1929 szkoły średniej był ślusarzem w miejskiej elektrowni, od 1930 członek WKP(b), 1931-1932 studiował w Leningradzkiej Akademii Inżynierów Transportu Wodnego, a 1932-1937 w Moskiewskiej Akademii Elektrotechnicznej, potem był inżynierem w moskiewskiej fabryce. 1938-1939 sekretarz komitetu partyjnego i partyjny organizator KC WKP(b) w moskiewskiej fabryce, 1939 kontroler odpowiedzialny Komisji Kontroli Partyjnej przy KC WKP(b), 1940 pełnomocnik Komisji Kontroli Partyjnej przy KC WKP(b) na obwód kujbyszewski (obecnie obwód samarski), 1940-1947 zastępca przewodniczącego Komisji Kontroli Partyjnej przy KC WKP(b). 1947-1952 członek i zastępca przewodniczącego Biura Rady Ministrów ZSRR ds. Gospodarki Rolnej i Zapasów, pomocnik zastępcy przewodniczącego Rady Ministrów ZSRR, 1952-1956 zastępca kierownika i kierownik Wydziału Przemysłowo-Transportowego KC WKP(b)/KPZR, od 1956 kierownik Wydziału Budowy Maszyn KC KPZR, od maja 1957 do marca 1959 przewodniczący Państwowego Komitetu Planowania Rady Ministrów ZSRR, równocześnie od maja 1957 do marca 1958 I zastępca przewodniczącego Rady Ministrów ZSRR, a od marca 1958 do marca 1959 zastępca przewodniczącego Rady Ministrów ZSRR Nikity Chruszczowa. Od marca 1959 do kwietnia 1960 przewodniczący Państwowej Rady Naukowo-Ekonomicznej Rady Ministrów ZSRR w randze ministra ZSRR, od maja 1960 do 1963 ambasador nadzwyczajny i pełnomocny ZSRR w Szwajcarii, następnie ekspert-konsultant Wydziału Międzynarodowych Organizacji Gospodarczych Ministerstwa Spraw Zagranicznych ZSRR, od maja 1972 na emeryturze. Deputowany do Rady Najwyższej ZSRR 4 i 5 kadencji. 1956-1961 członek Centralnej Komisji Rewizyjnej KPZR.

## Odznaczenia
- Order Lenina
- Order Wojny Ojczyźnianej I klasy
- Order Czerwonej Gwiazdy
- Order „Znak Honoru”